# Малояшкино
Малоя́шкино (рос. Малояшкино) — село у складі Грачовського району Оренбурзької області, Росія.

## Населення
Населення — 173 особи (2010; 248 у 2002).
Національний склад (станом на 2002 рік):
- чуваші — 53 %
- росіяни — 37 %